# كين سيما
كين سيما (بالسويدية: Ken Sema)‏ (30 سبتمبر 1993 السويد - ) هو لاعب كرة قدم سويدي، شارك في كرة القدم في الألعاب الأولمبية الصيفية 2016.

## روابط خارجية
- كين سيما على موقع الاتحاد الدولي (مؤرشف)  (الإنجليزية)
- كين سيما على موقع الاتحاد الأوربي (الإنجليزية)
- كين سيما على موقع اتحاد السويد (السويدية)
- كين سيما على موقع قاعدة بيانات كرة القدم.إي يو (الإنجليزية)
- كين سيما على موقع ليكيب (الفرنسية)
- كين سيما على موقع ناشيونال فوتبول تيمز (الإنجليزية)
- كين سيما على موقع Soccerbase.com (لاعب) (الإنجليزية)
- كين سيما على موقع Soccerway.com (الإنجليزية)
- كين سيما على موقع عالم كرة القدم.نت (الإنجليزية)
- كين سيما على موقع أوليمبيديا (الإنجليزية)